# بتی کامدن
بتی کامدن (انگلیسی: Betty Comden؛ زاده ۳ مهٔ ۱۹۱۷ درگذشته ۲۳ نوامبر ۲۰۰۶) یک یهودی اهل ایالات متحده آمریکا بود. وی بین سال‌های ۱۹۴۴ تا ۲۰۰۵ میلادی فعالیت می‌کرد.